# Parzęczewo
Parzęczewo (prononciation : [paʐɛnˈt͡ʂɛvɔ]) est un village polonais de la gmina de Kamieniec dans le powiat de Grodzisk Wielkopolski de la voïvodie de Grande-Pologne dans le centre-ouest de la Pologne.
Il se situe à environ 3 kilomètres au sud de Kamieniec (siège de la gmina), à 11 kilomètres au sud-est de Grodzisk Wielkopolski (siège de la gmina et du powiat) et à 44 kilomètres au sud-ouest de Poznań (capitale régionale).

## Histoire
De 1975 à 1998, le village faisait partie du territoire de la voïvodie de Poznań.

Depuis 1999, Parzęczewo est situé dans la voïvodie de Grande-Pologne.
Le village possède une population de 587 habitants en 2011.